# Kposo-Ahlo-Bowili jezici
Kposo-Ahlo-Bowili jezici, podskupina od (4) jezika, šire skupine left bank kojima govori nekoliko plemena na području zapadnoafričkih država Gana i Togo. 
Sastoji se od četiri jezika, to su ,viz.: adangbe [adq], oko 2.000 u Togou i 200 u Gani; igo ahl, 6.000 (1995 H. Massanvi Gblem) u Togou; ikposo [kpo], 155.000 (2002 SIL) u Togou i 7.500 (2003) u gani; i tuwuli [bov], 11.400 (2003 GILLBT) u Gani.

## Klasifikacija
Nigersko-kongoanski jezici/ Niger-Congo, 
Atlantsko-kongoanski jezici/Atlantic-Congo, 
Voltaško-kongoanski jezici/ Volta-Congo, 
Kwa jezici/ Kwa, 
Left Bank jezici Left Bank, 
Kposo-Ahlo-Bowili (4): adangbe, igo, ikposo, tuwuli.

## Vanjske poveznice
- Ethnologue (14th)
- Ethnologue (15th)